# This Other Eden
 (novembre 2020).
Si vous disposez d'ouvrages ou d'articles de référence ou si vous connaissez des sites web de qualité traitant du thème abordé ici, merci de compléter l'article en donnant les références utiles à sa vérifiabilité et en les liant à la section « Notes et références ».
Pour plus de détails, voir Fiche technique et Distribution.
This Other Eden est un film irlandais réalisé par Muriel Box, sorti en 1959.

## Résumé
Pendant la guerre d'indépendance irlandaise, Mick Devereaux et le commandant Jack Carberry, tous deux membres de l'Armée républicaine irlandaise, rencontrent un officier de l'Armée britannique pour négocier un cessez-le-feu. Les deux irlandais marchent ensuite sur une route déserte avant d'être soudainement pris pour cible par des soldats embusqué. Devereaux s'agenouille près de Carberry au moment de sa mort, le suppliant de s'occuper de tout.
Des années plus tard, McRoarty, un habitant de Gombeen, assiste à une réunion du comité commémoratif de Carberry, où des préparatifs sont en cours pour l'érection d'une statue à l'effigie du Commandant Carberry, alors que sa fille Maire rentre d'Angleterre. Dans le train, Maire rencontre Crispin Brown, un anglais qui souhaite s'installer à Ballymorgan. Il lui explique qu'une grande demeure, nommée Kilgarrig, doit bientôt être vendue aux enchères. Elle rencontre ensuite son ami d'enfance Conor Heaphy.
À l'hôtel, Maire présente Crispin à tout le monde mais doit faire face à une certaine hostilité de la part de Clannery parce qu'il est anglais. Conor reçoit également une réponse maladroite de la part des hommes, ce qui le rend perplexe. McRoarty craint que Conor et Maire n'entament une relation romantique et lui révèle que Conor est le fils illégitime de Jack Carberry. Maire accepte la nouvelle mais déclare qu'elle n'a jamais eu d'intérêt particulier pour Conor. Ce dernier affirme plus tard à un chanoine qu'il souhaite entrer dans la prêtrise mais le chanoine hésite et Devereaux finit par révéler son origine à Conor, ce qui le met en colère. Par la suite, la statue commémorant Carberry est dévoilée au grand public qui est déçu par son design abstrait. Crispin fait particulièrement entendre son mécontentement avant de demander Maire en mariage ainsi que d'aller vivre avec lui à Kilgarrig. Maire refuse, déclarant qu'elle ne pourrait jamais vivre à Ballymorgan. Durant la nuit, la statue explose et Crispin est d'abord accusé. Il révèle que son père était l'officier anglais que Carberry avait l'intention de rencontrer la nuit de sa mort. Apprenant la tragédie, il décida de démissionner de son poste par sympathie.
Malgré cela, une foule en colère se rassemble à l'hôtel, soutenant toujours que Crispin est à blâmer. Il se rend sur le balcon de l'hôtel et parvient à calmer la foule en faisant l'éloge de l'Irlande et en promettant de payer de sa poche pour l'éréction d'une nouvelle statue. Conor entre alors et tente de révéler à la foule qu'il est le vrai coupable mais il est arrêté par Maire et Devereaux. Les hommes de l'hôtel sont horrifiés d'apprendre que Conor souhaite être jugé et rendre tout cela public. Devereaux lui demande d'être plus compréhensif. Maire explique la situation à Crispin et il révèle qu'il est lui aussi illégitime. Il révèle également que sa mère était irlandaise et protestante. Maire accepte tout à fait cette information, au grand dam de son père. Par la suite, McRoarty reçoit un appel téléphonique l'informant qu'un journaliste va venir prochainement à Ballymorgan pour enquêter sur ce qui est arrivé à la statue. Le journaliste, MacPherson, arrive avec des photographes mais les habitants nient qu'il y ait eu une émeute et que Conor y ait participé. 
Le chanoine assure à Conor qu'il pourra réaliser sa vocation d'une manière ou d'une autre, même s'il ne devient pas prêtre. De son côté, Crispin réussit à acheter Kilgarrig et Clannery fini par attribuer la destruction de la statue à un câble électrique défectueux qui activé des explosifs de chantier laissés près de la statue. McRoarty et Maire se disputent au sujet de son désir de retourner en Angleterre. Maire informe Crispin que s'il veut toujours l'épouser, il doit demander une grosse dot à son père. 
Crispin réussit à obtenir la dot et la main de Maire.

## Fiche technique
- Titre français : This Other Eden
- Réalisation : Muriel Box
- Scénario : Blanaid Irvine et Patrick Kirwan d'après la pièce de Louis d'Alton
- Photographie : Gerald Gibbs
- Montage : Henry Richardson
- Pays d'origine : Irlande
- Genre : comédie dramatique
- Date de sortie : 1959

## Distribution
- Audrey Dalton : Maire McRoarty
- Leslie Phillips : Crispin Brown
- Niall MacGinnis : Devereaux
- Geoffrey Golden : McRoarty
- Norman Rodway : Conor Heaphy
- Milo O'Shea : Pat Tweedy